# Secret Warriors
I Secret Warriors sono un gruppo di supereroi dell'Universo Marvel. Inventato da Brian Bendis e Alex Maleev, il gruppo è stato introdotto in Mighty Avengers n. 13 (luglio 2008) e ha debuttato ufficialmente in Secret Invasion n. 3 (agosto 2008).
Il nuovo gruppo riceve poi una testata tutta sua, composta in totale da 28 numeri, riuniti in Italia in cinque volumetti in brossura, scritta da Jonathan Hickman, Brian Bendis (solo il primo arco narrativo come collaboratore) e disegnata da Stefano Caselli, Alessandro Vitti, Gianluca Gugliotta e Mirko Colak.

## Storia del gruppo
Sembrava tutto così fantastico, così giusto all'inizio. Vieni con me... e salviamo il mondo.»
(Daisy Johnson)

### Volume primo (1-6)
Estromesso dal suo ruolo di Comandante dello S.H.I.E.L.D. a causa degli eventi narrati in Guerra segreta, Nick Fury decise di proseguire la sua missione anche in ambito non ufficiale.
Venuto a conoscenza dell'invasione Skrull, poiché uno di essi aveva assunto le sembianze della sua donna, l'italiana Contessa Valentina Allegra de la Fontaine, Fury riprese in mano i suoi vecchi dossier e insieme a Daisy Johnson, sua fidata pupilla potenziata geneticamente, va alla ricerca di alcuni eroi molto particolari, per contrastare l'invasione.
I suddetti eroi sono speciali per due motivi: il primo è che nessuno sa chi siano, né il governo, né lo S.H.I.E.L.D., né la stessa comunità supereroistica e neanche gli Skrull, solo Fury ne è al corrente; il secondo motivo è che sono tutti figli di supereroi o supercriminali da cui hanno ereditato i loro personali poteri:
- Alexander Aaron (Phobos): semidio figlio di Ares e di una donna mortale, dotato del potere di generare paura in chi lo guarda.
- Sebastian Druid (Il Druido): giovane mago figlio del Druido originale.
- Yo-Yo Rodriguez (Slingshot): figlia del supercriminale Griffin, dotata di supervelocità.
- James Taylor "J. T." James (Hellfire): nipote di Phantom Rider dotato di abilità pirocinetiche.
- Jerry Sledge (Stonewall): figlio dell'Uomo Assorbente è dotato di una forza sovrumana.

Ulteriore membro della squadra sarebbe dovuta essere Layla Miller, ma lei rifiutò educatamente, affermando che avrebbero avuto successo solo senza di lei.
Aiutarono gli altri eroi durante l'attacco a New York, per scomparire subito dopo, nello stupore generale.
Fury e i suoi giovani eroi tornarono in azione alcuni mesi dopo l'invasione, quando Fury scoprì alcuni dati segretissimi in una base segreta dello S.H.I.E.L.D. a Chicago, che testimoniavano che l'organizzazione paramilitare era stata manovrata per tutti quegli anni dall'Hydra, l'organizzazione filo-nazista principale avversaria dell'agenzia.
Contemporaneamente il Barone Strucker, comandante in capo dell'Hydra, decide di riunire tutti i capi supremi dell'organizzazione (in alcuni casi personaggi introdotti per l'occasione).
Raggiunta ed espugnata una fortezza dell'"Alba della Luce Bianca" (culto mutante della morte) riescono a far risorgere dalle sue ceneri il mutante giapponese Tomi Shishido, meglio conosciuto come Gorgon. Ora tutti sono riuniti:
- Barone Strucker
- Gorgon
- Hive
- Kraken
- Madame Hydra
- Viper

Mentre Nick si trova ad un "pranzo di lavoro" con la Contessa Valentina Allegra, Daisy e i suoi si recano presso la base segreta "Red Worm" per recuperare un gruppo di agenti psichici, entrati nel mirino del nemico, ma arrivano troppo tardi, Kraken e Gorgon sono già sul posto.
Decisi ad intervenire, anche per evitare che i due comandanti della Bestia uccidano gli agenti ritenuti da loro inutilizzabili, i S. W. si ritrovano però ad affrontare da soli Gorgon, rimanendo spiazzati.
Superando incredibilmente i superiflessi e la velocità di Yo-yo, Gorgon trancia le braccia alla portoricana riducendola in fin di vita; grazie ad un colpo sismico di Daisy, il gruppo riesce però a recuperarla in tempo. Phobos in preda all'ira cerca di sottomettere Gorgon con il suo potere ma anch'esso fallisce: «Sono morto e rinato. Non ho paura di niente!» (Gorgon)
Portata Yo-yo in salvo presso una base segreta della costa ovest, Fury affida una missione di reclutamento a Daisy e a Sebastian in Australia; intanto Nick stesso si mette in contatto con una sua vecchia conoscenza, Dum Dum Dugan.
Giunti in Australia in modo abbastanza rocambolesco, Quake e il Druido incontrano il loro nuovo compagno di squadra, Eden Fesi, che si dimostra essere un ragazzo cordiale e schietto. Col permesso del suo maestro Gateway si unisce ai Warriors.
A Juba, in Sudan, Nick Fury ritrova i suoi vecchi commilitoni scoprendo che il vecchio Dum Dum ha rimesso in sesto la storica milizia degli Howling Commando, glorioso squadrone d'assalto della Seconda Guerra Mondiale capeggiato al secolo dallo stesso Fury, ora gruppo di mercenari a contratto: Fury gli offre di lavorare per lui e loro accettano.
Nel frattempo in entrambe le barricate avvengono le più differenti scoperte e prese le più definitive decisioni: a Gehenna i sei leader assoluti dell'Hydra decidono all'unanimità di dichiarare una nuova guerra al mondo intero per piegarlo al proprio volere, mentre alla base "Inside Straight", J.T. e Alex scoprono gli L.M.D. (Life Model Decoy, in altre parole robot sostitutivi con le sembianze del soggetto da sostituire) segreti di Fury mentre setacciavano la sua camera privata.
Alcuni giorni dopo sia i Commando sia l'Hydra attaccano la base militare "Dock" protetta dagli uomini dell'H.A.M.M.E.R., per ottenere un pieno rifornimento di armi ed eliveivoli. Il caos imperversa sul campo di battaglia e sembra che la situazione volga al peggio, quando dal nulla compaiono attraverso un portale i sei membri dei S.W. che riequilibrano lo scontro.
Una ritirata strategica di Strucker lascia il campo libero alle truppe di Fury che ottengono la resa delle truppe governative e il passaggio di molti di loro tra le proprie file. Gli Howling Commando possono "ululare" vittoria.

### Volume secondo (7-10)
Dopo i fatti del "Dock" ritroviamo Fury e i suoi in Svizzera a Zurigo per svaligiare una banca gestita in segreto dalle organizzazioni sussidiarie dell'Hydra. Il bottino è enorme, ammontante addirittura ad un miliardo e duecento milioni di dollari, che però è destinato a finanziare le operazioni degli Howling Commando, gestiti da Dum Dum Dugan.
Ciò provoca alcuni contrasti tra Nick e i suoi fidi, soprattutto J.T., che pretendono almeno una piccola parte.
Come spinto da "un impulso di generosità" Fury concede venti dollari a ciascuno di loro come premio bonus per il loro buon operato. Finita la discussione, Alexander "Phobos" informa Nick che il momento che stava aspettando era giunto. Fury allora ordina a Daisy di non far uscire nessuno dalla base, "Inside Straight", fino a nuovo ordine e che lui resterà non contattabile per un paio di giorni.
Intanto Wolfgang Strucker, infastidito dalla operatività di Fury, contatta Norman Osborn per chiedergli di eliminare per lui l'ex direttore dello S.H.I.E.L.D. Il barone è infatti ben a conoscenza del genere di missioni che vengono effettuate all'interno del mandato Osborn, e si giustifica agli occhi del direttore per mancanza di tempo a sua disposizione.
Dopo uno scambio di frecciatine velenose, tra cui l'affermazione da parte di Strucker sulla follia di Osborn e l'ammissione da parte di questi riguardo all'omicidio dei figli del primo, Norman Osborn accetta la missione e l'affida all'ultima incarnazione dei suoi Thunderbolts e agli Oscuri Vendicatori.
Mentre Nick Fury si mette in contatto con una sua vecchia conoscenza, la spia John Garrett, alla base alberga un'aria di indolenza finché un messaggio segreto della Vedova Nera non spinge J.T. e Alex a entrare in azione.
Natasha Romanoff si trova in compagnia dell'ex Thunderbolt Songbird, in fuga dagli sgherri di Osborn che le vuole entrambe morte. Nascoste nella base "Homerun" non sanno che fare non avendo idea di quando giungeranno i rinforzi quando all'improvviso compare Nick Fury pronto a portarle via.
Mentre si apprestano a lasciare la base, i Thunderbolts al gran completo e gli Oscuri Vendicatori sfondano un muro e bloccano loro la fuga.
I Thunder si occupano di portar via le ragazze mentre Ares, Osborn e il neo-Occhio di falco, impegnato a massacrare di pugni il volto di Nick Fury, restano con l'ex direttore dello S.H.I.E.L.D..
Dopo un discorso quasi filosofico riguardo alle attuali condizioni in cui vertono gli States, Osborn spara in testa a Fury.
Ares si infuria con lui perché quello che ha appena assassinato era l'unico uomo che sapesse che fine ha fatto suo figlio. Mentre Osborn cerca di calmare Ares, il cadavere di Fury si apre rivelando la sua natura di L.M.D., al cui interno si celava nient'altri se non Alexander "Phobos".
Scoperta la vera identità del finto colonnello, Norman cerca di far "cantare" Alexander corrompendolo, ma il ragazzo rifiuta, arrivando ad usare i suoi poteri sull'uomo e stordendolo. Nel frattempo arrivano anche J.T. e Eden che soccorrono Alex, permettendogli di fuggire.
Occhio di falco cerca di intervenire ma viene bloccato da Ares che vuole dare ai fuggitivi qualche minuto di vantaggio in modo da rendere le cose più interessanti.
Giunti sul tetto i tre S.W. si ritrovano alcune divisioni armate dell'H.A.M.M.E.R. ad attenderli e Eden ha giusto il tempo di aprire un varco spazio-temporale prima che Ares si avventi su di loro.
Una volta all'interno del flusso l'australiano rassicura i suoi compagni: il "passaggio" che lui apre non è magico, ma è tutta una questione di matematica e geometria; in altre parole anche se il varco sembra aperto, tra loro e i loro inseguitori è come se ci fossero migliaia di miglia.
Incredibilmente a smentire la spiegazione di Eden, il dio della guerra conficca la sua ascia nella piega spazio-temporale e la riapre con la sola forza bruta, stupendo i tre eroi
«J.T.: E questo come lo spieghi?
Alex: Papà non è così bravo in matematica.
Eden: Ugh!»
e aprendo la via alle truppe governative.
Intanto alla base, i restanti membri del gruppo si sono riuniti per accertarsi delle condizioni di salute di Yo-yo che sembra essersi ripresa e non aspetta altro di tornare in azione.
All'improvviso scattano gli allarmi di invasione della base. I quattro vedono i loro compagni inseguiti dai governativi e decidono di intervenire. Contemporaneamente i computer di Fury fanno scattare il processo di autodistruzione dell'edificio.
Durante lo scorrere dei minuti restanti prima dell'esplosione, lo scontro degenera in una lotta senza quartiere che costringe alla fuga sia i S.W. tramite uno dei passaggi di Eden, sia Norman Osborn che decide di salvare solo Occhio di falco, lasciando gli altri indietro.
Ares decide di rimanere di sua scelta per cercare di ritrovare il figlio, che non ascolta le sue parole e fugge con il resto del gruppo.
La base esplode.
Ritroviamo poi tutti i fidi di Fury nella base segreta "Cocoon", un po' malconci ma vivi, nell'intento di leccarsi le ferite. Eden dà le sue condoglianze ad Alex per la morte del padre, ma il ragazzo per tutta risposta sorride; gli spiega che in qualunque posto suo padre sia stato non c'è mai arrivato e non se n'è mai andato in maniera tranquilla, e che sente che lo rincontrerà a breve.
Passati alcuni giorni Ares, sopravvissuto senza troppi problemi all'esplosione, incontra suo figlio e Nick Fury, di ritorno dalla sua missione, in una delle basi segrete del colonnello per chiarire i fatti una volta per tutte. Rievocando gli infausti eventi della "Guerra dei Cieli" in cui Alexander era stato coinvolto suo malgrado, Ares spiega che la posizione di suo figlio all'interno del Pantheon è tutt'altro che sicura, in quanto nato inizialmente mortale e poi diventato un dio.
In parole povere non ci sono altre possibilità, Alex deve presentarsi di fronte all'assemblea dei Pantheon e venir giudicato adatto di ricoprire il suo ruolo di dio della paura. Incoraggiato da Fury, Alex decide di partire.
Giunti così presso la sede, Ares gli consegna la mitica spada Tagliaerba, e gli dice che qualunque sarà la decisione del consiglio, sarà sempre orgoglioso di lui. Una volta entrato nel salone il ragazzo si dirige verso i suoi esaminatori, l'asgardiano Balder, l'olimpica Hera e il dio-serpente Quetzalcoatl.
I tre, dopo averlo osservato e ascoltato, senza indugio lo accettano come loro pari e gli confermano il suo titolo, nel clamore generale.
Durante i festeggiamenti seguenti, Ares confida al figlio che ora gli manca un'ultima fase per essere davvero uno di loro: deve morire, per poi ritornare in vita un giorno.

### Volume terzo (11-16)
Tempo dopo gli scontri con l'H.A.M.M.E.R. di Osborn, i membri della task force di Fury si stanno riprendendo in attesa di nuovi ordini dal loro leader che nel frattempo si è diretto in Francia con Daisy presso il distaccamento europeo della loro organizzazione, "HotSpot", per ricevere informazioni. Jerry e Yo-yo infece fanno visita presso i loro famigliari, la madre della ragazza a San Juan a Portorico e il padre del ragazzo in carcere in Florida, Carl "Crusher" Creel.
L'Hydra sta continuando nella sua opera di potenziamento bellico, soprattutto il cantiere navale "Nemesis" dove risiedono momentaneamente Viper e Gorgon. Entrambe le squadre ignorano che in Giappone un gruppo di misteriosi uomini ha attaccato il Clan Yashida per recuperare la scatola che Silver Samurai aveva ceduto come riscatto all'Hydra, e sono più che decisi ad impossessarsene. In Francia intanto Daisy viene a conoscenza che oltre alla sua ci sono altre due squadre dei Caterpillar Files, capeggiate da Alexander Pierce e dal figlio di Fury, Mikel.
I due la mettono al corrente di un'organizzazione terroristica concorrente a quello di von Strucker, il Leviathan, ideologicamente opposta, difatti di origine sovietica, però ugualmente letale. Da un decennio era scomparsa per motivi ignoti ma sfruttando l'attuale instabilità politica e delle due organizzazioni spionistiche, vuole imporsi e coronare il suo disegno di dominio.
Fury e Daisy fanno immediato ritorno alla base "Cocoon" per mobilitare la squadra, imponendo un trasferimento alla base "Providence".
Intanto "Nemesis" viene posta sotto assalto dalle truppe del Leviathan, venendo annientate dalla potenza di Tomi Shishido, che purtroppo non riesce a impedire che rapiscano Viper, condotta alla Base russa "Lungo Inverno". Il consiglio supremo dell'Hydra comprende che tra loro c'è un traditore e Kraken decide di sottoporre ognuno di loro a un controllo mentale per scoprire chi possa essere. Madame Hydra però prende una sua iniziativa partendo da Gehenna per liberare Viper da sola.
Al momento dell'incontro per consegnare la scatola tanto agognata, la donna cambia barricata rivelando di essere sempre stata una spia del Leviatano, e di essere in realtà la Contessa Valentina Allegra de Fontaine; la donna fredda Viper con tre colpi di pistola al petto.
A "Providence" intanto vi sono dei forti contrasti con Fury: la spia ha infatti congedato Sebastian con un messaggio scritto durante il trasferimento, definendolo un peso per la squadra, a causa di numerose gaffe compiute in missione. Daisy e l'intero gruppo ne contestano la decisione il più possibile ma sembra che essa sia irrevocabile.
I quattro generali dell'Hydra decidono di attaccare la base di "Lungo Inverno", ma scoprono soltanto il cadavere di Viper e un messaggio registrato che rivela il ritorno di Victor Uvarov, il capo supremo dell'organizzazione sovietica Leviathan, conosciuto col nome di Orion. Il russo propone a Strucker un incontro, per decidere un compromesso che sia di ottimo profitto per entrambi. Non appena la comunicazione si interrompe, un urlo attira l'attenzione di Strucker, Gorgon e Kraken: uno dei parassiti di Hive si era fuso con il corpo privo di vita di Viper, che ritorna alla vita, dicendo di non essere più quella che era, ma di essere tornata Madame Hydra.
Dall'altra parte del mondo Fury ha scoperto la vera posizione all'interno dell'attuale scacchiera spionistica della Contessa e sgomento, sia per la delusione sia per la rabbia, fa ritorno a "Providence", dove Daisy cerca ancora una volta di riportarlo sui suoi passi per quanto riguardava Sebastian: il team aveva votato e tutti erano concordi nel volerlo indietro, ad eccezione di Alexander "Phobos", che esprime semplicemente l'impossibilità della cosa. Fury arrabbiato zittisce la ragazza dicendole che deve crescere e non aspettarsi che tutto vada come lei vuole solo perché lo desidera. L'uomo poi la lascia andandosene.
Amareggiata per il modo in cui Fury le si è rivolto, sentendo nella sua voce la delusione e l'insoddisfazione verso lei, Daisy va da J.T. e afferratolo per le spalle gli dice che spera che quello che le aveva detto fosse ciò che pensava veramente, baciandolo con foga; tempo prima infatti J.T., durante una uscita da soli le aveva confessato che lei era l'unico motivo per cui era ancora in quella squadra, per cui sopportava Fury e i suoi modi, perché l'amava come un uomo può amare davvero una donna.
L'incontro tra Hydra e Leviathan avviene ma si risolve in uno scontro violentissimo che scatena una nuova guerra tra le due organizzazioni; l'organizzazione di Fury lo viene a sapere e decide di sfruttare al meglio il momento di debolezza di entrambi i suoi nemici. I Secret Warriors non sanno però che anche tra le loro file c'è un traditore del Barone Strucker, pronto a passare al nazista tutte le informazioni necessarie: J.T.
Il nemico aveva infatti scoperto che si era impossessato di parte dei soldi che Fury aveva rubato da un conto segreto svizzero dell'Hydra, e il suo unico modo per potersi salvare era di fare il doppio-gioco.

### Volume quarto (17-22)
In Sudan, presso la base segreta di Fury "The Sandbox", avviene una festa tra i membri degli storici Howling Commandos. Vi sono Timothy Dugan, Gabe Jones, Eric Koening, John Garrett, Isadore Cohen, il senatore Robert Ralston con il nipote Ryan; partecipano anche Jasper Sitwell, Steve Rogers e Sharon Carter. Oltre a tutti loro è presente Nick Fury.
Si sono riuniti per commemorare il loro gruppo e la memoria dei loro compagni caduti come Clay Quatermain, Dino Manelli, Percival Pinkerton e Jonathan Juniper. Ma anche per ricordare vecchi aneddoti di guerra come quelli che hanno vissuto al fianco di Capitan America durante la Seconda guerra mondiale.
Alla fine della festa Steve parla con Fury dicendogli di aver intuito durante la serata che il colonnello è alle prese con qualcosa di grosso. Nick gli risponde sibillino e Steve gli dice che non è sua intenzione giudicare un uomo come lui, che ha dedicato la sua vita a combattere il male qualunque fosse il prezzo. Il Capitano conclude dicendogli di contattarlo nel caso gli servisse il suo aiuto.
Le parole di Capitan America si rivelano veritiere: infatti a mezza settimana di distanza da quella riunione Dugan, Sitwell, Jones e Koening alla guida di due elivelivoli e della Squadra Nera di Fury danno l'assalto alla base Hydra "Hell's Haven" in Cina. I Commandos riescono nell'impresa, ma, dopo aver distrutto la base ed essersi separati dalla squadra di Alexander Pierce, sulla via del ritorno vengono attaccati da uno squadrone aereo dell'Hydra guidato dallo stesso Gorgon. Lo scontro termina con lo sterminio degli Howling Commandos, compresi Jones e Koening. Solo Sitwell e Dugan riescono a salvarsi, per venire poi catturati dai militari cinesi e messi sotto custodia.
Dopo due settimane i due uomini di Fury si trovano di fronte al Consiglio di Sicurezza delle Nazioni Unite composto dai soli membri permanenti. Gli ambasciatori vogliono sapere da loro che cosa è accaduto esattamente in Cina. Dall'interrogatorio i due uomini comprendono che durante quelle due settimane la guerra tra Hydra e Leviathan si è intensificata e che i cinque commissari vogliono sapere se Fury è intenzionato ad intervenire, a collaborare con loro. Dugan risponde che Fury non è un politico ne un diplomatico ma un uomo pragmatico e consiglia loro di elevarsi se vogliono davvero risolvere la situazione, poiché è in corso una guerra tra organizzazioni che non hanno bandiere o territori, che non seguono altro che le proprie regole, le cui basi si trovano però sparse in tutto il mondo, in molte nazione sovrane del mondo. Il Consiglio si aggiorna e si decide di tenere i due uomini in un centro di detenzione, in una specie di limbo legale.
Dall'attacco alla base Hydra su territorio cinese, passano lunghi mesi in cui la guerra è proseguita in una continua escalation, Fury ha perso il suo centro di comando europeo "Hotspot" a Parigi mentre a Londra è stata soggetta ad un attacco biologico che ha mietuto dodicimila vittime e distrutto la Columbia Station. Le forze operative di Fury sono state così compromesse, mentre Hydra e Leviathan hanno continuato a colpirsi, provocandosi a vicenda ingenti danni. Dopo cinque mesi si era riusciti a raggiungere una tregua, ma l'assassinio di Magadan ad opera dell'Hydra ha riacceso il conflitto che ha portato un mese più tardi alla distruzione del centro di reclutamento Hydra "Ravenous II" a Seattle provocando ingenti danni.
Ora, dopo l'attacco di Seattle, Fury decide di agire per porre fine alla guerra, attaccando simultaneamente sia l'Hydra sia Leviathan. Nel frattempo J.T. riesce ad uscire dalla base e ad avvertire il suo contatto Hydra sui piani di Fury, in cambio della sicurezza che Daisy abbia salva la vita.
Due giorni dopo la Squadra Bianca e Fury vanno nello spazio presso la stazione orbitale "Hell's Heaven" geosincronizzata sopra la Nuova Zelanda dove si trova Gehenna. Le basi Leviathan verranno attaccate in simultanea dalle Squadre Grigia e Nera, mentre loro si occuperanno dell'inattaccabile base Hydra: il piano prevede che Eden li teleporti nella base, una volta giunti piazzeranno uno "spaccamontagne" e sempre grazie ai poteri di Eden lasceranno il posto per fare ritorno alla stazione orbitale. Essendo i due luoghi in sincronia l'australiano non ha problemi nel compiere ciò che Fury gli richiede.
La missione ha inizio: il team invade Gehenna e nasce subito uno scontro con le forze Hydra sul posto. Daisy e i suoi riescono a contenerle e Fury attiva lo spaccamontagne, ma quando giunge il momento di partire Eden viene atterrato e sul posto si presentano i tre capi dell'Hydra: Von Strucker, Gorgon e Madame Hydra.
Nick e suoi sono circondati e Viper chiede al Barone di fare supplicare il loro nemico.
Von Strucker sa bene che non lo farebbe mai, forse solo per salvare la vita ai suoi protetti. Di fronte a quella possibilità, Fury chiede se lo farebbe davvero e il Barone gli risponde che li lascerebbe vivere. A quella risposta Nick Fury reagisce estraendo la pistola e sparando contro il criminale dicendogli «Mi arrendo».
Nessuno dei tre proiettili riesce però a colpire Von Strucker, poiché Gorgon li recide al volo con la sua lama. E proprio lui dall'ordine alle truppe di ucciderli tutti.
Riusciti a disimpegnarsi dallo scontro, il gruppo recupera lo svenuto Eden e seguendo le indicazioni di Phobos allontana dallo scontro, venendo però inseguiti dai soldati dell'Hydra.
Nella fuga riescono a raggiungere un ponte di roccia che viene distrutto allo scoppio della prima carica dello spaccamontagne. L'intera squadra è passata oltre il dirupo e solo Fury e Phobos sono rimasti indietro. Il Colonnello riesce a ricollegare le due sponde tramite un rampino, ma il suo giovane agente respinge il suo aiuto decidendo di restare a combattere; spinge via Fury e taglia la sua unica via di fuga dicendo «È così che deve essere».
Sotto gli sguardi confusi e preoccupati della sua squadra, Alex affronta i suoi nemici fino all'arrivo di colui che aspettava: Tomi Shishido, possessore della spada Deicida.
Gorgon intima a chiunque di stare indietro e lo scontro ha inizio. I due contendenti si scambiano colpi potenti utilizzando, senza successo, i loro stessi poteri naturali, fino a quando le spade non si infrangono. Nonostante il suo avversario sia stato privato della sua lama, Gorgon riesce a colpire Alex con un attacco al petto, atterrandolo. Con ciò che gli rimane della spada Deicida il giapponese trafigge Alex al suolo e reclamando per sé la sua spada rossa, Tagliaerba.
Daisy disperata per la morte del ragazzo scatena i suoi poteri e provoca un terremoto che scuote ulteriormente la base di Gehenna. Tutti si danno alla fuga. Gorgon e Viper invitano il Barone ad abbandonare ciò che resta della base ma lui rifiuta.
Fury e i suoi grazie ai poteri di Yo-yo riescono a trovare la via giusta per uscire dalla base ma Fury decide di mandare avanti i suoi agenti con un segnale gps, un aereo è infatti predisposto per il loro prelievo, e di restare a coprire loro la fuga, quel tanto che basta per non aver le forze Hydra addosso al momento dell'arrivo dell'aereo. Allontanandosi, Daisy vede Fury in difficoltà e sta per tornare indietro, ma J.T. la ferma dicendole che andrà lui ad aiutarlo.
Fury e James resistono fino allo scoppio della seconda ed ultima carica dello spaccamontagne che provoca una voragine. J.T. è sul punto di precipitare ma viene afferrato per un braccio da Fury. In quel momento la superspia scopre le sue carte: sapeva del suo doppiogioco per l'Hydra.
J.T. gli dice che i terroristi lo aveva incastrato attraverso i soldi che aveva preso dai fondi rubati in Svizzera mesi prima e non era più riuscito a sganciarsi da loro. Non avrebbe mai voluto che accadesse niente del genere. Fury gli domanda perché non gli abbia chiesto aiuto e lui gli risponde che non si fidava di lui e che l'unica cosa che gli importava era proteggere Daisy.
A quell'uscita Nick gli chiede se la ama, poiché sa dei sentimenti di lei, ma vuole essere certo dei suoi. J.T. gli risponde che la ama più di qualsiasi altra cosa al mondo. Fury allora gli dice che per lui Daisy è come una figlia, è speciale per lui, significa qualcosa. Vuole essere sincero con lui e gli dice che crede alle sue parole e sa benissimo che se Daisy fosse lì con loro vorrebbe che lui vivesse. Ma il colonnello gli pone un'ultima domanda «Ti sembro forse lei?»
Fury lascia cadere J.T. nel baratro e osservandolo precipitare afferma che quella era la sua punizione per la morte di Alex. Raggiunge poi l'aereo dove lo attende la sua squadra.
Daisy gli chiede dove sia J.T. e lui le risponde che non ce l'ha fatta. Disperata la ragazza si aggrappa all'amica Yo-yo e l'aereo parte allontanandosi da Gehenna.
Dopo questi accadimenti Strucker si ritrova solo in quel che resta della sua base e la sua assistente, miss Fisher, lo informa che la flotta che inseguiva Fury è scomparsa e che Madame Hydra e Gorgon se ne sono andati con quattro legioni. In quel momento giunge Kraken che lo informa di aver distrutto la base siberiana di Leviathan. Ora l'organizzazione di Orion può contare su una sola roccaforte. Il Barone nonostante la rabbia per ciò che è accaduto si risolleva di fronte a quella notizia ma il super agente Hydra non è del suo stesso umore.
Kraken gli rammenta infatti del patto che loro due avevano stretto sei anni prima. Gli dice che lui aveva fatto la sua parte, al suo contrario e che per tal motivo deve essere sostituito.
Prima che possa reagire Wolfgang von Strucker viene atterrato dal Kraken, che afferma che è arrivato per lui il tempo di rendere conto dei suoi peccati.
Nel frattempo nell'Elysium, Alex rincontra suo padre Ares, dicendogli di aver dato tutto sé stesso in battaglia. A quell'affermazione, Ares gli risponde che nessun padre può chiedere di più al proprio figlio.

### Volume quinto (23-28)
La fuga da Gehenna è resa possibile alla squadra Bianca di Fury grazie ad un aereo contattato dal colonnello. Esso è guidato da John Garrett e, con grande sorpresa degli agenti, da Sebastian Druid. Il Druido appare ai vecchi compagni in ottima forma e nel pieno possesso dei suoi poteri tanto da distruggere da solo la flotta che l'Hydra aveva mosso contro di loro.
Lo straordinario cambiamento del giovane ha avuto inizio quando sei mesi prima venne congedato da Fury e rimandato a casa alle Hawaii. Qui a sorpresa incontra Garrett che era stato incaricato appositamente da Fury per rimettere in forma Sebastian facendogli da mentore ed istruttore. Una volta completato l'addestramento iniziarono le missioni sul campo. John e Sebastian infatti sono i responsabili di numerosi retroscena della guerra che era in atto tra Hydra, Leviathan e le forze di Fury: fu grazie a loro se i resti degli elivelivoli abbattuti in Cina vennero fatti sparire agli agenti del governo cinese, furono loro a togliere di mezzo Magadan dando la colpa all'Hydra e altro ancora.
Tornati alla base "Excalibur" Fury informa Daisy del tradimento di J.T. e scioglie la squadra Bianca.
Ma le missioni non sono finite così Fury decide di affidarsi alla Squadra Grigia guidata da suo figlio Mikel. Questa squadra aveva preso forma quando un anno prima dell'attacco a Gehenna, Fury si era presentato a Mikel in Moldavia, dicendogli di avere bisogno di lui per le squadre che stava mettendo insieme per i suoi piani. Mikel accetta e nell'arco di qualche settimana trova e arruola i membri della sua squadra.
Dopo i fatti di Gehenna la Squadra Grigia viene inviata a distruggere l'ultima roccaforte rimasta alla fazione Hydra di Gorgon, che si trova nelle profondità dell'Oceano Indiano e che è presieduta da Hive. Non faranno ritorno. Per Fury magro è il sapere che la base è stata fatta esplodere da Mikel prima di morire.
Passano cinque giorni e Fury viene catturato in un giorno di pioggia dal Kraken mentre fa visita alle tombe di suo figlio e dei suoi compagni.
Le due superspie sono legate da un particolare evento accaduto molto tempo prima: nel 1961 sono stati convocati presso la base sotterranea di Pieta in Italia insieme ad altre nove spie degli schieramenti più vari:
- Jake Fury
- Dum Dum Dugan
- John Garret
- Viktor Uvarov
- Vasili Dassiev
- Wolfgang von Strucker
- Shoji Soma
- Cornelio van Lunt
- Thomas Davidson

Gli undici agenti si ritrovano a sedere presso una tavola rotonda su cui sono rappresentati i simboli dei Segni Zodiacali; essi, spiega l'uomo che li ha portati lì, saranno ciò che li identificherà. che li rappresenterà, mantenendoli così anonimi, nonostante è assai probabile che alcuni di loro siano già a conoscenza di chi li circonda, se decideranno di prendere parte al suo piano. L'uomo, caratterizzato da una lunga e folta barba bionda e da abiti desueti, si presenta loro come Ariete e spiega che tutti loro sono rappresentanti delle fazioni che hanno le maggiori possibilità di dominare il mondo. Ma non è questo il motivo per cui si è interessato a loro, in quanto dice di aver visto sorgere e cadere più di una nazione, e che è certo che ciò accadrà anche in futuro.
Il vero motivo è che apprezza la loro metodologia, il loro agire nell'ombra e nel fatto che siano consci di quanto sia importante mantenere i segreti. Ariete vuole qualcosa che loro possono procurargli: in cambio darà loro quel che serve affinché possano vincere le guerre silenziose che stanno conducendo. Guerre di cui non gli importa l'esito: è solo una questione di opportunità.
Tutti alla fine accettano la proposta del loro misterioso anfitrione. Soma, Garret, Dassiev e Daniel Whitehall (ossia l'uomo dietro la maschera del Kraken) devono recarsi a Giza in Egitto per recuperare un antico manufatto alieno appartenente alla Covata; i fratelli Fury e Davidson invece si recano presso la Cappella di Chateau d'Amboise in Francia per recuperare un oggetto contenuto in una tomba; la destinazione di Dugan, Lunt, Uvarov e Strucker sono invece i monti Zargos dove, protette da automi meccanici, sono nascoste delle misteriose "camere di stasi".
Affidate le camere presso una delle basi segrete russe, presso la base di Pieta i dodici dello Zodiaco si apprestano all'esperimento. Thomas Davidson ha sviluppato una macchina con i mezzi recuperati: le camere sono state progettate per mantenere una persona viva per secoli, grazie a dispositivi di potenziamento e ringiovanimento che si alimentano geotermicamente. Alimentate però dalla fonte di energia della Covata trovata a Giza, saranno in grado di sovraccaricare il soggetto in esse contenuto e avendo convogliato tutta l'energia in eccesso in una sola camera centralizzata, essa sarà in grado di produrre effetti di pari o maggiore potenza di quelli ottenuti dal progetto del supersoldato americano.
Dato inoltre il quantitativo di energia, potrebbero ripetere il processo all'infinito.
La macchina inoltre si basa sul sistema che Davidson ha sviluppato per Pieta che si basa sui codici di autorizzazione personali ("Cognome"-"Segno identificativo"-"Zodiaco").
Prima che l'esperimento abbia inizio i due sovietici tradiscono il "Grande Cerchio" e trafugano la macchina. Il sodalizio si rompe e nello scontro a fuoco scaturito dopo un iniziale tentativo di separazione pacifica, Nick Fury perde definitivamente l'occhio sinistro.
Un mese dopo le forze congiunte di Hydra e della Mano fanno irruzione nella base di Uvarov e Dassiev facendo fallire il processo di potenziamento e ferendo a morte Uvarov che viene messo in una delle camere dal suo compagno. Soma sottrae loro la fonte di energia della Covata e così dovendo attingere energia per guarire Uvarov, la macchina attinge ai centomila agenti di Leviathan che si erano sottoposti al processo, i quali mutano in esseri mostruosi.
Oggi, rapito dal Kraken, Fury viene portato incappucciato in una stanza, presso un luogo segreto, dove ritrova di fronte a sé il suo acerrimo nemico, il Barone Strucker. Il Kraken è lì con loro e li informa che li aiuterà a divenire ciò che sono destinati ad essere.
Lasciati soli "a fare la pace", Strucker propone a Fury di collaborare per fuggire dato che non appena sarà di ritorno li ucciderà entrambi. Ma Fury rifiuta dicendogli che gli va bene così.
Il Barone allora gli risponde che di tutto ciò che gli è accaduto in vita sua, ciò che gli ha dato più piacere è il fatto di averlo raggirato ed essere riuscito a trasformarlo in una sua pedina. Il suo solo rimpianto è di non essere stato presente il giorno in cui lo ha scoperto per vedergli in volto la sua reazione. Il colonnello non gli dà soddisfazione rispondendogli che si aveva vinto.
Kraken fa allora il suo ritorno nella stanza. Strucker, dopo aver risposto alla domanda se preferisse essere ucciso dopo Fury, gli domanda perché lo abbia tradito. E la superspia capisce che vuole sapere la verità. Il Kraken allora gli rammenta di come anni prima Shoji Soma, Gran Maestro della Mano, avesse nascosto la fonte di energia della Covata nella scatola del clan Yashida, sulla quale gravava una cupa maledizione. Ma a Shoji non importava perché già sapeva di essere morto. Infatti il giorno dopo il Gran Maestro venne ucciso da Magadan.
L'aver affidato la fonte di energia agli Yashida permise di tenere fuori dai giochi Leviathan per molti anni fino al giorno in cui lui non lo avviso del nascondiglio. Il Barone è sconvolto e non capisce come abbia potuto ridare potere ai loro nemici. Comprende in passato hanno avuto le loro divergenze, ma la loro ideologia era sempre stata la stessa, erano soci.
Il Kraken gli risponde che non lo erano mai stati e nel dirlo libera fuori dalle corde che lo imprigionavano. Strucker è allibito e gli chiede da quanto tempo. Lui gli risponde che lo era da abbastanza. In più di un'occasione aveva rischiato in passato di essere scoperto, ma erano anche avvenute complicazioni impreviste come la distruzione di Ichor e il tradimento della Contessa de Fontaine.
Gli rivela però che il loro più grosso errore era stato Gorgon, dato che ignoravano i suoi antichi legami con l'Hydra. A quel punto Strucker rimane davvero allibito, poiché capisce che l'uomo che ha di fronte non è nemmeno Daniel Whitehall. Il Kraken gli dice di essersi sbarazzato di lui anni prima e si rivela come Jake Fury, fratello di Nicholas, terrorista morto da tempo.
A quel punto Jake si ritira dovendo fare dei controlli per un certo "voto" lasciando così nuovamente Fury e il Barone soli. Il colonnello spiega così al suo nemico che durante la missione per Ariete nel '61 lui, suo fratello e Davisdson trovarono il primo L.M.D., l'originale che produceva delle copie instabili. Jake era stato toccato da quella macchina.
Strucker è affascinato, avrebbe voluto vedere quella tecnologia di "rinascita auto-replicante". E Fury gli risponde che l'ha vista. L'Hydra era riuscita a controllare lo S.H.I.E.L.D. grazie a dei sistemi sviluppati da Thomas Davidson che aveva tradito l'organizzazione. In realtà quello era un L.M.D. poiché al pari di Jake anche Thomas era stato toccato dalla tecnologia replicante. Fury rivela che era riuscito a convincere quella copia, che come quella di suo fratello Jake era instabile, a cambiare bandiera sapendo che cosa avrebbe comportato tutto ciò, poiché il Davidson originale lo aveva previsto.
Quindi Nick Fury attraverso quei sistemi tutti intrecciati tra loro osservava il Barone mentre pensava di osservarli. Strucker rabbioso afferma di aver lavorato per Fury fin dall'inizio.
Nick Fury non può fare a meno di sorridere. Jake ritorna dicendogli che è tutto pronto.
Prima di andare però la spia vuole risolvere l'ultima questione. Estrae una pistola da una valigetta e il Barone capisce che è finita. Nick gli dice che suo figlio è morto distruggendo la base di Hive. Strucker gli risponde che almeno è riuscito a togliergli qualcosa. E che spera che non lui non riesca più a prendere sonno ricordandosi la sua faccia. Fury implacabile gli dice che lui non gli ha tolto niente, poiché è solo sua la responsabilità di coloro che sono morti in quella guerra. E che dormirà quando sarà morto.
Gli domanda se ha un ultimo desiderio, ma nonostante la risposta sia affermativa gli spara alla testa uccidendolo.
Nello stesso tempo presso la base Perestroika di Leviathan, i soldati di Orion implodono senza alcuna spiegazione, privandolo così del suo esercito.
Il Consiglio di Sicurezza dell'O.N.U. riesce a mettersi d'accordo con il senatore Ralston per l'avvio di un superfondo internazionale il cui obbiettivo è il mantenimento della stabilità economica, politica e militare delle zone soggette ad attacchi terroristici in tutto il mondo, e che verrà gestito per i primi quattro anni proprio dallo stesso Ralston per volere del Presidente americano (il quale come controparte ha varato una legge che possa coprire il 65% del fondo). Dopo la base Perestroika, a Berlino la Contessa Valentina si fa catturare dagli agenti dei servizi segreti tedeschi.
Due giorni dopo alle Hawaii, Jake Fury consegna una lettera a Daisy Johnson; dopo averla letta, e dopo aver visto alla TV il varo del superfondo internazionale, Daisy decide di partire insieme a Sebastian per un "piccolo viaggio".
A Berlino Nick Fury incontra la Contessa. Dopo un inizio vago, la loro chiacchierata si fa subito accesa: lei gli chiede che cosa ha fatto e lui gli risponde che ha vinto. Per Leviathan era iniziato un conto alla rovescia dall'istante in cui Magadan riattivò i protocolli Zodiaco risvegliando la sua armata e Orion; essendo i sistemi di Leviathan collegati a quelli di Fury fornirono loro più energia di quanto ne necessitavano, affinché si consumassero dall'interno. L'unico problema erano i tempi di reazione. Orion non è morto insieme agli altri perché può contare sull'energia di centomila persone e il quantitativo di tempo è molto maggiore, ma non è questo il punto, poiché ha eliminato l'intera organizzazione. Ora Orion è solo un supercriminale in un mondo pieno di supereroi, che lo rende per forza di cose affare di qualcun altro.
Nick però è curioso di sapere perché si è di fatto costituita. E lei gli risponde che l'ha privata di tutto ciò in cui credeva, e la cosa strana è che in fondo non le importava. Gli spiega che a volte bisogna perdere ciò che ti ossessiona per capire ciò che in realtà ti interessa. Si è costituita per far sì che Nick sappia dove possa trovarla in futuro. Due giorni dopo Fury si occupa anche di far uscire di prigione Jasper Sitwell e Dum Dum.
Daisy e Sebastian nel frattempo hanno concluso il loro viaggio andando a recuperare i loro vecchi compagni di squadra e dirigendosi alla nuova base dello S.H.I.E..L.D. ora finanziato dal superfondo dell'O.N.U. Nella lettera Nick si rammarica di come siano andate le cose per certi versi, ma le ricorda anche che ci deve essere qualcuno pronto a prendere decisioni impossibili, e ora che è riuscito nel suo intento di formare un'organizzazione che si impegni nella loro causa, deve farsi da parte. Le scrive anche che lascia tutto nelle sue mani, in quelle della sua migliore allieva e le raccomanda di fare del suo meglio.
Daisy si ritrova così ad essere la nuova Direttrice dello S.H.I.E.L.D. affiancata non solo dalla sua vecchia squadra, ma anche dai membri degli Howling Commandos, della Squadra Nera e dello stesso Ariete dello Zodiaco. E si sente come quando aveva cominciato con Fury.
Tempo dopo Fury incontra Steve Rogers ad Arlington, Capitan America lo informa che quello che ha fatto è stato molto rischioso, troppo. Il Presidente vuole che resti segreto, ma Steve lo avverte che se dovesse riprovarci lo fermerà. Gli fa anche le sue condoglianze per Mikel e gli vuole ricordare anche di come lui sia stato importante per il loro mondo. Di come nel corso degli anni in cui è stato assente, lui invece c'era. Fury lo ringrazia per quelle parole e al suo monito di star lontano dai guai, Fury gli risponde allontanandosi che proverà a fare del suo meglio.
Steve ha anche modo di parlare con Dugan, che aveva già incontrato prima di vedere Fury, e gli chiede se ha idea di dove possa essere andato. Il vecchio agente gli risponde che assai probabile che stia andando a liberare la sua donna. Cosa che effettivamente Nicholas Fury fa.

## Gli agenti di Nick Fury

### Agenti interni
- Olivia Hooks: agente psichico a cui è stata affidata la sicurezza interna dell'organizzazione di Fury, per evitare che ci possano essere delle talpe
- John Garrett: agente segreto e killer professionista, vecchio collega e amico di Fury, collaborò in passato con Elektra per sventare una minaccia all'interno della Casa Bianca. Il corpo di Garrett è per 90% artificiale, a causa di missioni passate, composto da una lega di policarbonati che gli permettono di attraversare senza problemi i controlli con i metaldetector. È stato un membro della lobby Zodiaco con il segno dell'Acquario.

### Squadra Bianca

#### Capitano
- Daisy Johnson/Quake: comandante sul campo della squadra, e pupilla di Nick Fury, è la figliastra del supercriminale Mr Hyde, possiede un potere che le permette di generare vibrazioni simili a quelle dei terremoti. Ottima cecchina, è un ex agente S.H.I.E.L.D. di livello 10, vista in azione durante la Guerra Segreta. Daisy è forse una delle poche persone che ripone totale fiducia in Fury e nelle sue decisioni, e cerca sempre di dimostrarsi all'altezza delle sue aspettative, nonostante abbia avuto una pesante divergenza con lui a causa dell'espulsione di Sebastian. Ha diciannove anni e sembra avere un rapporto non ben definito con J.T.

#### Squadra
- Alexander Aaron/Phobos: il dodicenne figlio di Ares, membro dei Vendicatori ed ex-dio della guerra, è il membro più giovane della squadra ma in alcune occasioni dimostra una maggiore maturità rispetto ai suoi compagni di squadra. Nel corso della storia dimostra doti di preveggenza ed è in grado di provocare ondate di terrore derivate dal suo retaggio Olimpico (è il nuovo dio della paura). Si definisce un pragmatico, è un genio tattico di prim'ordine ed un grande appassionato di Call of Duty. Alexander sembra essere in confidenza stretta con Fury e conoscerlo abbastanza bene come carattere e modo di fare.
- Yo-Yo Rodriguez/Slingshot: la portoricana, figlia del supercriminale Griffin, ha quindici anni e possiede poteri di ipervelocità. Agilissima combattente, si avvale di un bastone di metallo durante le missioni. Rimarrà ferita durante uno scontro con il criminale giapponese Gorgon, che le taglierà entrambi gli avambracci. Portata d'urgenza in una delle basi segrete di Fury della West Coast verrà curata da dei medici-androidi che riusciranno a salvarla. Ritornerà in piena attività con due protesi molto avanzate. Yo-yo stringe una forte amicizia con Jerry che le sta accanto in più di un'occasione, spingendola anche a incontrare sua madre, facendola risentire nuovamente umana.
- Sebastian Druid/Il Druido: figlio del dottor Anthony Ludgate Druid ovvero del Dottor Druido, ha ereditato dal padre le sue capacità magiche. Phobos gli ha predetto che diventerà il migliore di loro, un eroe che salverà persone e renderà il mondo un posto migliore. Per quel che si è visto Sebastian è in grado di usare solo alcuni incantesimi druidici legati alla natura, usati in passato dal padre e non sembra quindi ancora padroneggiare completamente il suo potere. Tralasciando l'aspetto magico-mistico, Sebastian non sembra aver ereditato alcun potere psichico dal padre. Data la sua scarsa utilità alla squadra verrà congedato da Fury. Ciò si rivela comunque parte del piano di Fury, in quanto Sebastian sarà contattato da John Garrett e da questi addestrato fino ad ottenere un corpo atletico e un maggiore controllo dei propri poteri. Druido affiancherà Garrett in tutte le missioni segrete che questo dovrà compiere per supportare i Warriors.
- J.T. James/Hellfire: pro-nipote di Phantom Rider, è un manipolatore magico di fuoco. Ha un enorme potenziale, tanto da essere stato considerato tra i possibili successori di Stephen Strange al titolo di Mago Supremo. È solito plasmare il fuoco nella forma di una catena che maneggia con grande maestria. È il classico "cattivo ragazzo", a cui piace darsi un tono, un po' sbruffone, anticonformista e contestatore. Infatti tra tutti i membri del gruppo è quello che prova di più ad ottenere risposte da Fury andandogli contro e cercando di prenderlo in contropiede. Si è mostrato molto attratto da Daisy e ha stretto un buon rapporto con Alexander. Il suo nome per esteso è James Taylor James.
- Jerry Sledge/Stonewall: salvato dal carcere da Daisy Johnson, dove era detenuto per aver colpito un poliziotto, possiede una forza sovrumana e durante una missione contro una base dell'H.A.M.M.E.R ha dimostrato la capacità di aumentare le proprie dimensioni (durante la trasformazione la sua pelle sembra assumere un aspetto grigiastro). Durante l'assalto alla base "Inside Straight" da parte delle truppe di Osborn, ha dimostrato la capacità di modificare la composizione della sua pelle, trasformandola in metallo dopo esser stato colpito dall'ascia di Ares. Si scoprirà poi che Jerry è il figlio illegittimo di Crusher Creel, cioè l'Uomo Assorbente, rinchiuso attualmente in carcere in Florida.
- Eden Fesi: giovane mutante australiano di origini aborigene, è stato scelto come sostituto di Yo-yo, infortunata dopo il loro primo scontro con Gorgon. Preso sotto l'ala protettiva del vecchio mutante Gateway per apprendere al meglio l'uso del suo potere (è un fortissimo teleporta, Daisy lo definisce così "È un modellatore universale... significa che può piegare lo spazio-tempo. Come un teleportatore all'ennesima potenza"), in realtà la sua ambizione è un'altra: diventare un chitarrista di Heavy metal. Difatti considera il chitarrista Randy Rhoads la sua droga. Eden era già stato contattato da Nick Fury per far parte di un'altra sua squadra ma il vecchio Gateway si oppose.

### Squadra Grigia

#### Capitano
- Mikel Fury: figlio illegittimo di Nick Fury è a capo della squadra che si occupa di monitorare le azioni di Leviathan e scoprire più informazioni possibili su di loro; in passato ha indossato le vesti dello Scorpione, pensando di essere il figlio di Jake Fury, fratello di Nick, per poi passare dalla parte dello S.H.I.E.L.D. quando scoprì chi fosse il suo vero padre. Da allora divenne molto attaccato a Nick seguendolo nelle sue missioni, arrivando a scatenare le forze dello S.H.I.E.L.D. contro Frank Castle quando era stato accusato dell'omicidio di suo padre.

#### Squadra
- Sandra Murphy: discendente di Arda Ulhaf, antico re della leggenda che sconfisse e uccise un potente demonio nell'antichità. L'arma di questo demone, nota come Mazza di Aeshma, è dotata di capacità belliche incredibili ed è stata ereditata da Sandra, come suo padre e suo nonno prima di lei, direttamente da re Arda che la ottenne dopo aver sconfitto il suo nemico.
- Bryan Cole: l'unica cosa nota di questo Warriors è il fatto che possiede un corpo cibernetico molto avanzato.
- Carlos Ayala: borseggiatore che viveva in Florida ed amico e conoscente di Mikel Fury, possiede elevate capacità telecinetiche.
- Red Webo: fanatico delle cospirazioni e dei rapimenti alieni, ha modificato un particolare progetto perduto di Galileo Galilei (messo in rete da Fury come "esca" per individui dotati) creando una sorta di esoscheletro che lui chiama "Motore di Creazione", dalle capacità non note ma apparentemente legate alla gravità e alla rotazione dei pianeti.
- Malcolm Monroe: possiede capacità di controllo temporale che lo rendono in grado di creare suoi doppioni usando delle anomalie temporali. Ha usato in più occasioni la sua abilità, prima di venire reclutato nei Warriors, per derubare delle banche e mantenere uno stile di vita ricco e agiato per sé e la sorella.
- Jenny Monroe: come il fratello, possiede il potere di controllare un'anomalia temporale e creare doppioni temporali di sé stessa.
- Lynn Richards: possiede poteri di assorbimento energia e può bloccare temporaneamente i poteri degli avversari, è anche molto dotata nell'uso di armi da taglio.
- Robert Martin: apparentemente possiede una macchina nota come "costruttore organico", che però non viene mai mostrata.

### Squadra Nera

#### Capitano
- Alexander G. Pierce: nato a Long Island a New York, è un membro anziano del S.H.I.E.L.D. di cui Fury si è servito in più di un'occasione, come braccio destro, guardia del corpo e agente infiltrato presso organizzazioni avversarie come l'Hydra. È un agente molto esperto e conosce a fondo l'organizzazione neo-nazista di Strucker, tanto che a lui e alla sua squadra viene affidato il compito di sorvegliare i movimenti dell'Hydra. Per indicare la difficoltà di gestione dei suoi sottoposti, Alex si è definito come un "secondino di un minorile", in contrapposizione con Daisy e Mikel che invece appaiono più come "sostituti di un padre assente" o "educatori al campeggio estivo".

#### Squadra
- Bobby Gamorra: in possesso di un artefatto mistico noto come Amuleto di Abaddon, che tra le altre cose gli dona la capacità di generare portali.
- Aaron Downing: entrambe le sue braccia sono state sostituite con protesi altamente avanzate note come "Macchina Ombra", in grado di generare costrutti d'ombra a seconda del volere del proprietario per attaccare o intrappolare il nemico (lo si è visto creare degli enormi tentacoli).
- Ellis Love: dotata di poteri telepatici e telecinetici, può utilizzarli anche in combattimento concentrando energia psichica sulle mani per infliggere danni agli avversari.
- Ben Huth: Il suo unico potere noto è la capacità di volare, è un ottimo combattente corpo a corpo.
- Ahmed Noor: possiede il potere di far scontrare letteralmente gli atomi usando le proprie mani come vettore, creando diffusioni controllate che infliggono gravissimi danni al nemico.
- Cornell Gray: Il suo potere è un cervello parassita che, tramite particolari fauci che si trovano sui palmi delle sue mani (di solito coperti con delle bende), permettono di acquisire conoscenza o codici dalla mente dei nemici. La vittima del Cervello Parassita cade in stato comatoso, come se fosse morta cerebralmente.
- Lauren Wolfe: Possiede poteri polimorfici, può mutare il suo corpo e trasformarlo in armi per attaccare il nemico (la si è vista trasformare i pugni in enormi mazze chiodate).

### Howling Commando
- Timothy "Dum Dum" Dugan: membro originale degli Howling Commando
- Jasper Sitwell: agente S.H.I.E.L.D.
- Gabe Jones: membro originale degli Howling Commando
- Eric Koenig: membro originale degli Howling Commando

## Altri media
- Nel finale della seconda stagione della serie televisiva Agents of S.H.I.E.L.D. Phil Coulson parla con Daisy Johnson della creazione di un gruppo segreto di superumani con il nome in codice "Caterpillars", lo stesso usato dai Secret Warriors nei fumetti.[2] Il gruppo viene formato nel corso della terza stagione[3] ed i suoi membri sono, oltre a Daisy, gli Inumani Lincoln Campbell, Joey Gutierrez e Yo-Yo Rodriguez.